# معركة مرج الصفر (634)
معركة مرج الصفر معركة بين جيش المسلمين وجيش الإمبراطورية البيزنطية وقعت في 634 م وهي إحدى معارك الفتح الإسلامي لبلاد الشام وانتهت بانتصار المسلمين بمشاركة الصحابية أم حكيم.

## الوضع قبل المعركة
بعد معركة أجنادين، تلقى توماس صهر الملك البيزنطي هرقل أخباراً بتوجه جيش المسلمين بقيادة خالد بن الوليد نحو دمشق. فأرسل توماس مجموعة من الجنود لتحارب المسلمين في معركة ياقوصة بالقرب من نهر اليرموك و من ثم في مرج الصفر.

## الالتحام
التحم الطرفان في 19 أغسطس 634 م حيث تمكن جيش المسلمين من الانتصار ومتابعة طريقه نحو فتح دمشق.